# Lágaþóra
Lága-þóra är ett berg i republiken Island. Det ligger i regionen Norðurland eystra, 280 km nordost om huvudstaden Reykjavík. Toppen på Lága-þóra är 784 meter över havet, eller 214 meter över den omgivande terrängen. Bredden vid basen är 2,1 km.
Trakten runt Lága-þóra är nära nog obefolkad, med mindre än två invånare per kvadratkilometer. Närmaste större samhälle är Hrísey, omkring 20 kilometer söder om Lága-þóra. Trakten runt Lága-þóra består i huvudsak av gräsmarker.